# Lindenallee 70 (Köln)

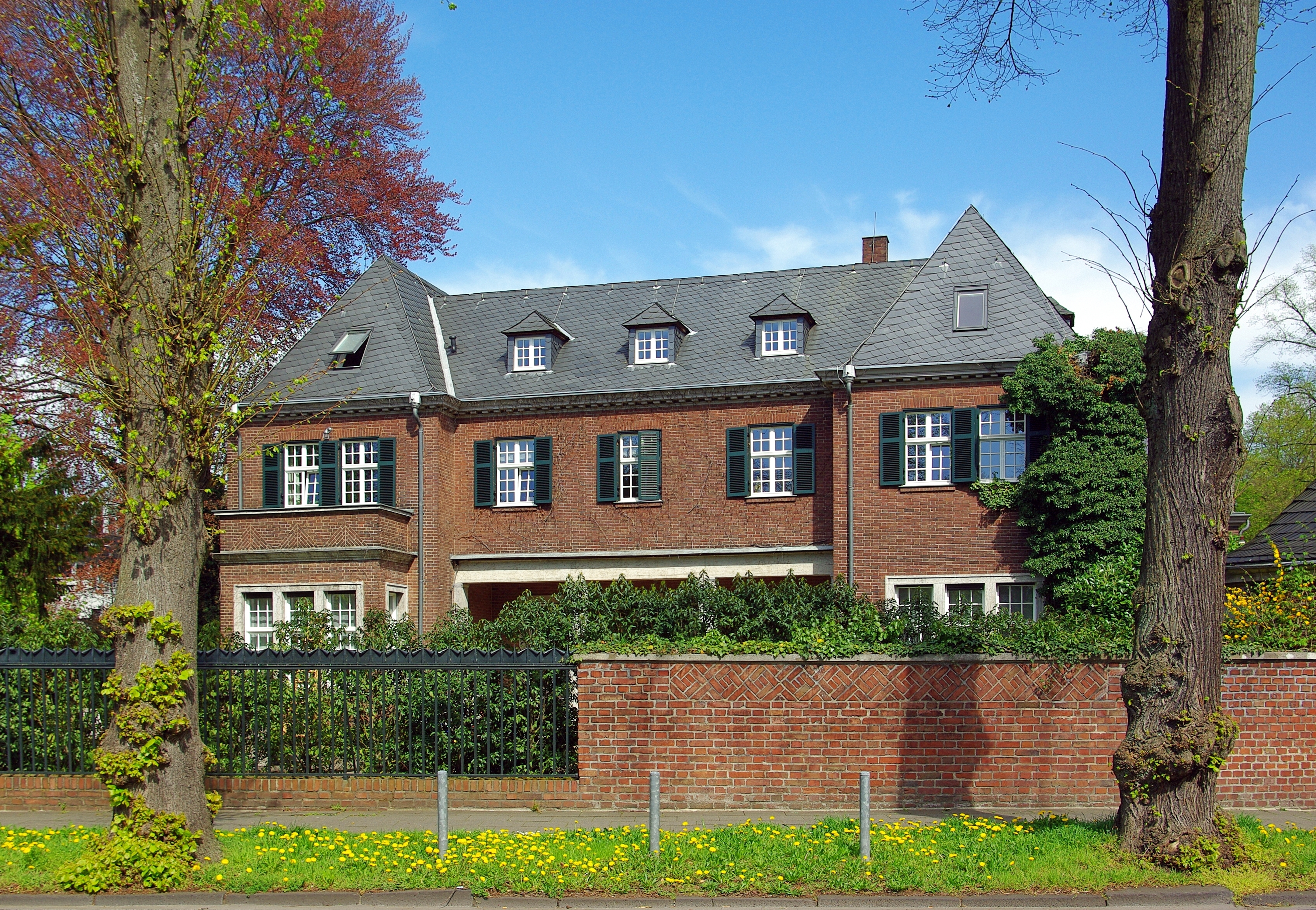
Villa Lindenallee 70 (2011)

Das Gebäude Lindenallee 70 ist eine Villa im Kölner Stadtteil Marienburg, die 1924/25 errichtet wurde und zur Villenkolonie Köln-Marienburg gehört. Sie liegt im Süden des Stadtteils am Ostrand des Schillingsrotter Platzes. Die Villa steht als Baudenkmal unter Denkmalschutz.

## Geschichte
Die Villa entstand für den Bauherrn Anton Paul Brüning (1881–1944), Filialdirektor der Deutschen Bank in Köln, nach einem Entwurf des Schweizer Architekten Emil Felix. Dieser war im Bauzeitraum (1924/25) auch für die Planung von drei weiteren Gebäuden an der Lindenallee verantwortlich und hatte für die Deutsche Bank bereits einige Bauprojekte realisiert. Der Bau der Villa nahm bis 1926 Kosten in Höhe von 600.000 Reichsmark in Anspruch und die von 1926 bis 1929 erfolgte Innenausstattung weitere 330.000 Reichsmark, die Brüning durch von ihm in seiner Funktion als Bankdirektor veruntreute Mittel aufbrachte. In der Zeit des Nationalsozialismus stand das Anwesen bis 1938 leer. In diesem Jahr erfolgten unter einem neuen Eigentümer, Felix Brenninkmeyer, Umbauten nach Plänen des ebenfalls in Marienburg ansässigen Architekten Paul Pott. Sie beinhalteten auch eine Neugestaltung des Speisezimmers.
Im Zweiten Weltkrieg blieb die Villa unbeschädigt. Gegen Kriegsende wurde sie von der amerikanischen Besatzungsmacht beschlagnahmt und stand dem Militärgouverneur für Köln, Oberstleutnant John K. Patterson, während der kurzen Zeit der amerikanischen Militärregierung (März–Juni 1945) als Residenz zur Verfügung. Nachdem Bonn 1949 Regierungssitz der Bundesrepublik Deutschland geworden war, diente die Villa spätestens ab 1952 als Residenz der Botschaft, Wohnsitz des Botschafters von Kanada. Sie war an diesem Standort mindestens noch bis 1967 beheimatet und wurde anschließend nach Bonn verlegt. Zu den nachfolgenden Nutzern der Villa gehörte die Bundesarbeitsgemeinschaft der Mittel- und Großbetriebe des Einzelhandels, die hier von spätestens 1975 bis mindestens 1986 ihren Sitz hatte. Die Eintragung der Villa in die Denkmalliste der Stadt Köln erfolgte am 5. November 1992. Seinerzeit beherbergte sie eine Dienststelle des Bundes.
2004 befand sich die Immobilie nach jahrelangem Leerstand weiterhin im Besitz des Bundesvermögensamts, das sie in diesem Jahr erneut für den Verkauf ausschrieb. Nachdem dieser erfolgt war, wurde die Villa bis spätestens 2007 unter Leitung des Architekten Thomas Kostulski umfassend saniert. Sie ist, auch im Innern, in einem weitgehend unveränderten Zustand erhalten.

## Architektur
Die Villa besteht aus einem zum Schillingsrotter Platz gelegenen Herrschaftshaus mit Seitenrisaliten sowie einem zur Lindenallee angefügten Flügel, der Garagen- und Chauffershaus beinhaltet. Sie ist, obwohl „im Stil der konservativen Moderne“ erscheinend, wie zahlreiche weitere von Emil Felix entworfene Bauten nach dem Vorbild der niederrheinischen bzw. westfälischen Bautradition gestaltet. Die Innenraumgestaltung ist im Gegensatz zum Äußeren weitaus prunkvoller ausgeführt, sie umfasst eine mit Holzdecke und steinernem Kamin ausgestattete Wohnhalle, ein reichhaltig stuckiertes Speisezimmer sowie eine hölzerne Treppenhalle. Die zur Villa gehörende, durch die geringe Grundstücksgröße verhältnismäßig kleine Gartenanlage wird von einem Laubengang eingefasst. Die Einfriedung des Grundstücks erfolgt straßenseitig über eine hohe Mauer, in die ein runder Pavillon integriert ist.

„Gegenüber dem sehr einheitlich, streng und eher zurückhaltend gehaltenen Äußeren des Hauses ist das Innere malerisch, prunkvoll und fast schloßartig aufgefaßt, als ob hier über Jahrhunderte von der Renaissance bis zum Klassizismus Elemente angefügt und umgestaltet worden seien.“